# جون سوان (سياسي)
جون سوان (بالإنجليزية: John Swan)‏ هو سياسي بريطاني، ولد في 3 يوليو 1935 في برمودا في المملكة المتحدة. حزبياً، نشط في United Bermuda Party ‏.

## وصلات خارجية
- الموقع الرسمي